# طاقم جوي

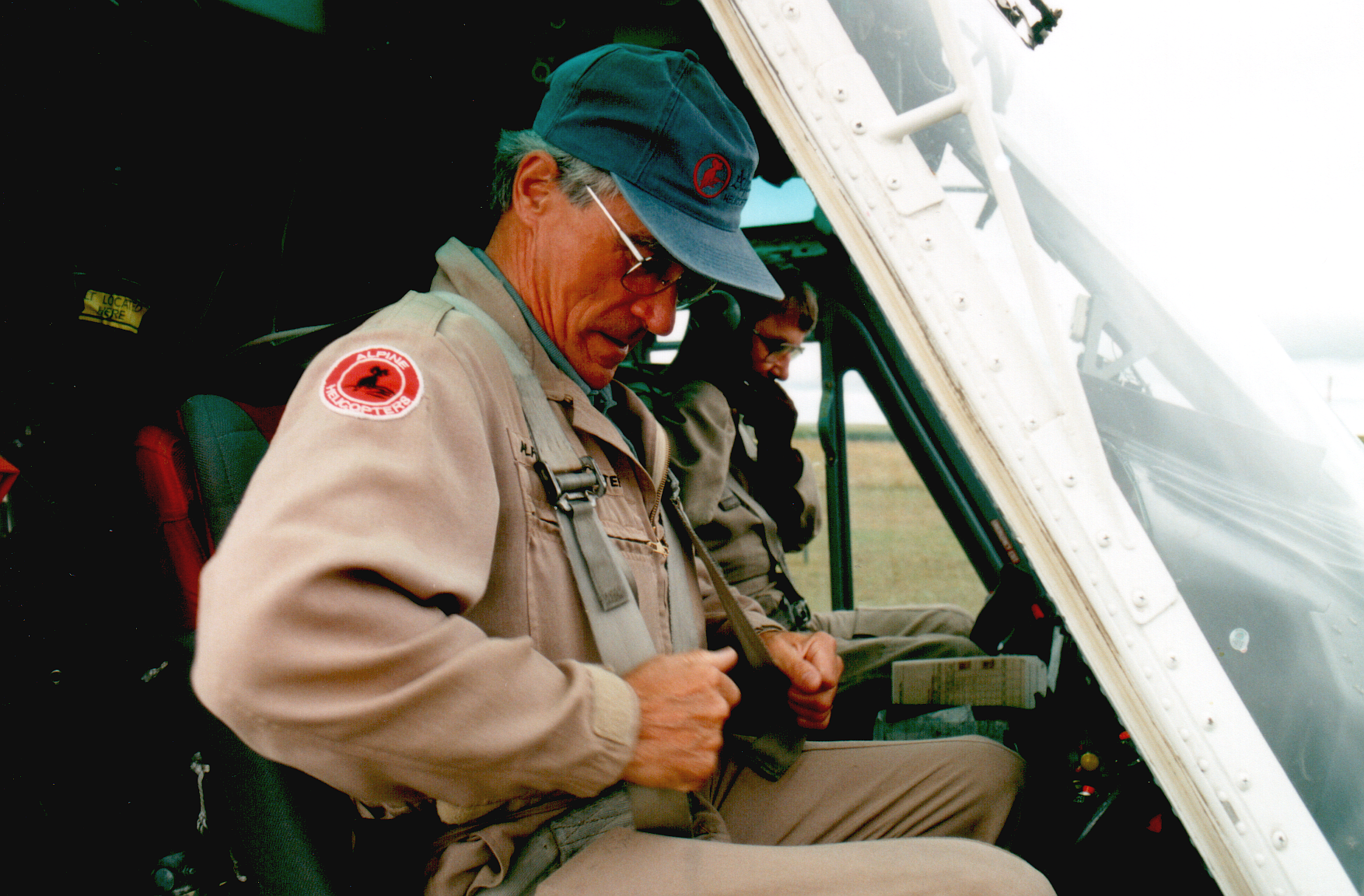
طاقم مروحية بيل 212 في جبال الألب يتبارى في مهمة الإخلاء الطبي

طاقم جوي أو الأطقم الجوية  (بالإنجليزية: Aircrew)‏ هم الموظفين الذين يعملون على الطائرات أثناء الطيران. وتكوين الطاقم يعتمد على نوع الطائرة والغرض من الرحلة.

## الطيران التجاري
في الطيران التجاري، يسمى طاقم الطائرة بطاقم الرحلة.
في مقصورة القيادة
- الكابتن الطيار: هو الطيار المعين لقيادة الطائرة. [1]
- مساعد الطيار: هو الطيار الآخر الذي يقوم بمساعدة الطيار المعين لقيادة الطائرة، [1] ويسمى عادة ضابط أول.
- الضابط الأول: هو الطيار الآخر الذي يقوم بمساعدة الطيار المعين لقيادة الطائرة.
- الضابط الثاني:
- الضابط الثالث:
- مهندس الطيران: كانوا يعملون على الطائرات القديمة، أفراد الطاقم المسؤول عن المحركات وأنظمة وإدارة الوقود.

في مقصورة الطائرة
- مسؤول الحمولة (LOADMASTER): عضو طاقم طائرة شحن المسؤولة عن الشحن التحميل والموظفين والوزن والتوازن للطائرة.
- ضابط المحاسبة أو إدارة خدمة العملاء هي المسؤولة عن طاقم الطائرة كقائد فريق.
- مضيفات أو طاقم الطائرة، عضو الطاقم المسؤول عن سلامة الركاب.

## الطيران العسكري
- طيار :
- مساعد الطيار :

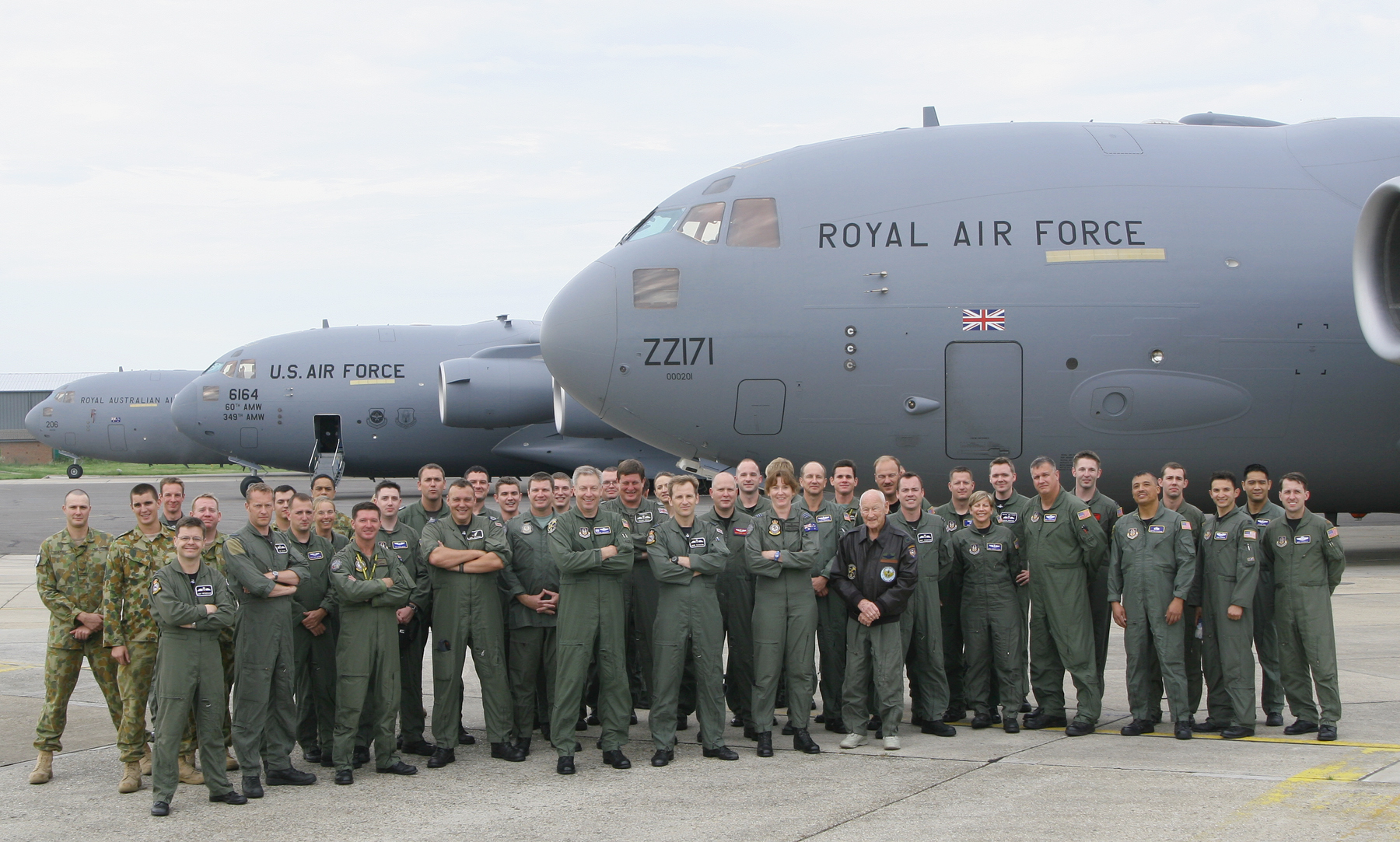
أفراد الأطقم الجوية وأفراد الصيانة في القوات الجوية الأمريكية، وسلاح الجو الملكي البريطاني مع هم سي-17

منذ بداية الطيران العسكري ، قد طار من افراد الطاقم إضافية على الطائرات العسكرية، وبمرور الوقت توسعت هذه الواجبات وأصبحت أكثر تخصصا:
- مدفعي الهواء: عضو الطاقم المسؤول عن العملية من الأسلحة الدفاعية، على سبيل المثال الأبراج بندقية.
- بومباردييه أو قنبلة الهداف: هو أحد أفراد الطاقم لإطلاق سراح من الذخائر وخاصة القنابل.
- مشغل الازدهار: عضو طاقم ناقلة الطائرات مسؤولة عن تشغيل الطفرة الطيران ونقل الوقود.
- ضابط أنظمة قتالية:
- رئيس الطاقم وهو مهندس مسؤول عن صيانة وإعداد الطائرات.
- مهندس الطيران: عضو الطاقم المسؤول عن المحركات وأنظمة وإدارة الوقود.
- ضابط طيران:
- جراح الرحلة: لم يشارك في عمل الطائرة ولكنه يعتبر في الجيش الأمريكي أن يكون طاقم الطائرة.
- ضابط الحمولة (LOADMASTER): ، عضو الطاقم المسؤول عن الشحن التحميل والموظفين والوزن والتوازن للطائرة.
- ملاح: هو المسؤول عن توجيه الطائرة من مكان لآخر والقدرة على تحديد مكانها في أي وقت.
- مراقب
- سباح الإنقاذ
- المشير مشغل أو الراديو: عضو الطاقم المسؤول عن تشغيل أنظمة الاتصالات الطائرات.
- منسق التكتيكية
- ضابط أنظمة التسليح